# Ђула Женгелер
Ђула Женгелер (мађ. Zsengellér Gyula; 27. децембар 1915. — 29. март 1999) је био мађарски фудбалер, легенда фудбалског клуба ФК Ујпешт и мађарски фудбалски репрезентативац.

## Биографија
Женгелер је рођен у Цегледу, Мађарска, играо је у будимпештанском клубу Ујпешт једанаест година, после чега је отишао за иностранство, најпре у Италију, Рим и Анкону а затим и у Колумбију, где је био играч и тренер Депортива из Самариоса. После је 1953. године прешао за Кипар, где је радио као тренер имеђу 1953. и 1979. године. На Кипру је остао до краја свог живота. Умро је у Никозији 1999. године.

## Репрезентативна каријера
Своју прву утакмицу за репрезентацију Мађарске је одиграо 2. децембра 1936. године против репрезентације Енглеске, када је Мађарска изгубила са резултатом 6:2.
За репрезентацију Мађарске је одиграо 39 утакмица и постигао је 32 гола што га чини осмим стрелцем, мађарског националног тима, свих времена. Најпознатији део женгелерове фудбалске каријере је везан за светско првенство у Француској 1938. године. Са репрезентацијом је догурао до финала, где су изгубили против Италије са 4:2, али је постао носилац сребрне копачке, други стрелац првенства, са 6 постигнутих голова одмах иза Леонидаса, репрезентативца Бразила, који је постигао седам погодака и био најбољи стрелац првенства.

## Клупска каријера
Током своје клупске играчке каријере која је трајала дванаест година од 1935. па до 1947. године, Женгелер је у Мађарској лиги одиграо 325 утакмица и постигао 387 голова, што га чини трећим голгетером мађарске лиге свих времена иза Имре Шлосера (Imre Schlosser) и Ференца Деака (Ferenc Deák). Своју фудбалерску каријеру Женгелер је започео у Шалготарјану и убрзо је 1936. прешао у ФК Ујпешт. После једанаест година проведених у Ујпешту 1947. је прешао у Рому, а сезону 1949/50 је провео у Анкони. Своју играчку каријеру је завршио у Колумбији играјући за Депортиво из Самариоса.
| Екипа                   | Година    | Утакмица | Голова | Проценат |
| ----------------------- | --------- | -------- | ------ | -------- |
| ФК Шалготарјан          | 1935—1936 | 24       | 19     | 0.79     |
| ФК Ујпешт               | 1936—1948 | 299      | 368    | 1.12     |
| ФК Рома                 | 1948—1949 | 34       | 6      | 0.18     |
| ФК Анкона               | 1949—1950 | 30       | 18     | 0.60     |
| Депортиво Самариоа      | 1951—1952 | 37       | 23     | 0.62     |
| Мађарска репрезентација | 1936—1947 | 39       | 32     | 0.82     |
| Укупно                  | 1935—1952 | 463      | 466    | 1.03     |

## Тренерска каријера
После завршетка играчке каријере у Колумбији, Женгелер је остао у фудбалу и прешао у тренере. Као тренер највише је радио у Италији и Кипру. Као тренер је радио пуних 29 година од 1950. па до 1979. године, тренирао је 16 клубова и репрезентацију Кипра, освојио је један куп и једну шампионску титулу Кипра.

## Признања
- Као играч:

У периоду проведеном у Ујпешту је био и краљ стрелаца мађарског шампионата
- 1938.  31’ (голова);
- 1939.  56’ (голова);
- 1943.  26’ (голова);
- 1944.  33’ (голова);
- 1945.  36’ (голова);, пролећни део.[5]

Са репрезентацијом мађарске титулу вицешампиона на светском првенству у Француској 1938. године
- 1938. 
  - Такође је био најбољи стрелац европских првенстава 1939. и 1945. године, мада се у то време та титула није рачунала нити је била озваничена.
  - ИФФХС (IFFHS) га је прогласио седмим стрелцем свих времена у домаћим клупским такмичењима.
- Као тренер:

Са Пезопорикосом из Ларнаке (Pezoporikos Larnaca) је био шампион Кипра
- 1954.

Са АПОЕЛом је освојио куп Кипра
- 1976.